# Hlivín
Hlivín je vesnice v okrese Benešov, je součástí obce Bystřice. Nachází se asi 6,5 km na jihovýchod od Bystřice. Protéká zde Strženecký potok. Je zde evidováno 10 adres. Hlivín leží v katastrálním území Kobylí.

## Historie
První písemná zmínka o vesnici pochází z roku 1394.